# Szczechów
Szczechów est une localité polonaise de la gmina de Świerzawa, située dans le powiat de Złotoryja en voïvodie de Basse-Silésie.